# Chief Mkwawa

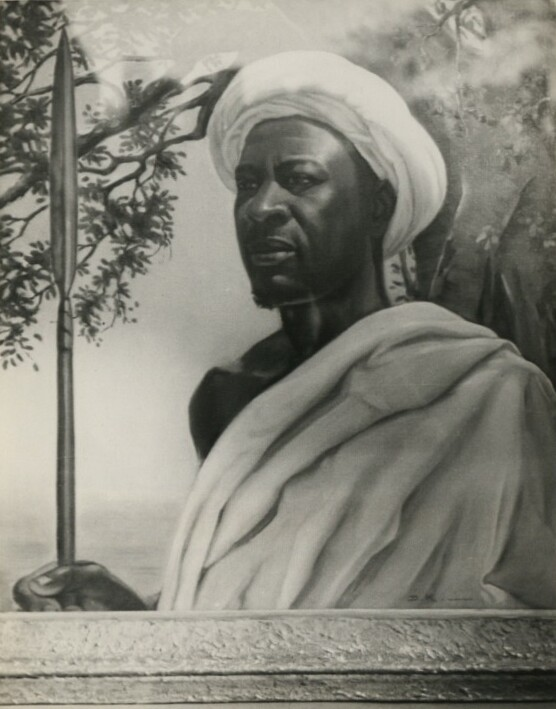
Chief Mkwawa

Mkwavinyika Munyigumba Mwamuyinga (* 1855 in Luhota; † 19. Juli 1898), besser bekannt als Chief Mkwawa, in Deutschland über lange Zeit auch Makaua, Makaoa oder Quawa, war ein Herrscher des Volkes der Hehe (auch: Wahehe) in Uhehe, später Teil von Deutsch-Ostafrika, dem heutigen Tansania. Er führte einen langen, über weite Strecken erfolgreichen Krieg gegen die vorrückende deutsche Kolonialmacht um die Vorherrschaft in Zentral-Tanganjika.
In zeitgenössischen deutschen Quellen wird Mkwawa oft als „Sultan“ bezeichnet, da ihm zahlreiche andere Häuptlinge der Hehe untergeordnet waren.
Mkwawa führte den selbstgewählten Ehrennamen Muhinja (Kihehe: „der Schlächter“) und wurde von Nachbarvölkern wie eigenen Untertanen auch Lukwale-lwa-mwaka („Die Verrücktheit des Jahres“) genannt. Während Ernst Nigmann darauf verweist, dass Muhinja ein reiner Ehrenname dafür sei, dass er im Krieg viele Feinde getötet habe, verweist David Pizzo auf heutige orale Quellen, die Francis Kitime aus Iringa gesammelt hat. Dort werden drei oft zu hörende Befehle Mkwawas angeführt, die typisch für seinen Herrschaftsstil gewesen sein sollen: ukasipele! („Werft ihn den Geiern [zum Fraß] vor“), Mukadumele! („Schlagt ihm den Kopf ab!“) und Mukadite! („Erwürgt ihn!“).

## Biographie

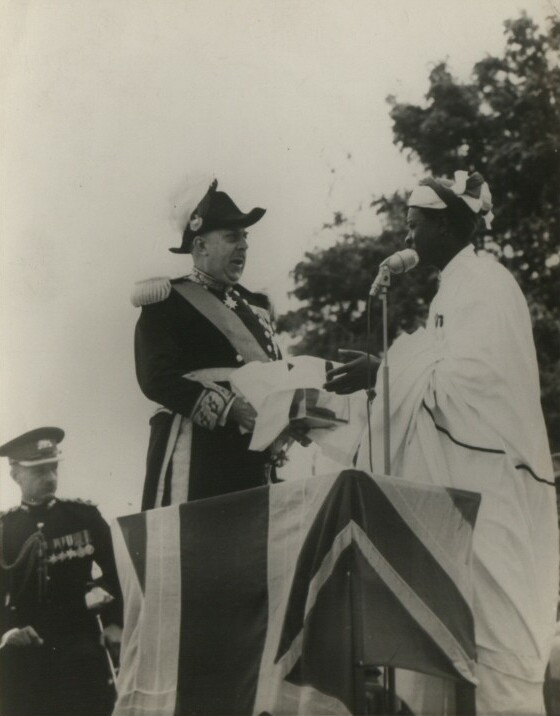
Rückgabe des Schädels durch Sir Edward Twining im Jahre 1954

Der Name Mkwawa kommt von dem Wort Mukwava, welches wiederum eine Abkürzung für Mukwavinyika ist, was in etwa „Eroberer vieler Länder“ bedeutet. Mkwawa wurde im Jahre 1855 in Luhota als Sohn von Chief Munyigumba geboren, der 1879 starb.
Nach dem Willen Munyigumbas wurde Uhehe in zwei von seinen Söhnen zu regierende Teilreiche aufgeteilt. Mkwawa sollte das größere nördliche Reich, sein Bruder Muhenga das kleinere, südliche regieren. Dagegen intrigierte Muhambambe, ein einflussreicher ehemaliger Berater Munyigumbas, gemeinsam mit dessen Bruder Muhawiki, dem Onkel der beiden Söhne. Mkwawa war zunächst gezwungen, nach Ugogo zu fliehen, während seine Mutter, die Königinwitwe Sengimba, ermordet wurde.
Mit Unterstützung des lokalen Häuptlings Marawanu gelang es Mkwawa, eine Allianz unter Muhambambe und seinem Bruder Muhenga in der sogenannten Bruderschlacht bei Russawira militärisch zu schlagen und so zum anerkannten Herrscher des ganzen Uhehe-Reiches aufzusteigen.
In den folgenden Jahren unternahm Mkwawa Kriegs- und Raubzüge, insbesondere gegen die Wagogo (1880) und die Nguni (1882). 1883 fielen Muhambambe und Muhenga mit Hilfe der Nyamwezi in Uhehe ein. Es kam zu einer schweren Schlacht bei Gumbiro, in der Mkwawas Truppen mehr als 1000 der Angreifer töteten. Auch Muhambambe und Muhenga fielen in diesem Kampf. 1884 zog Mkwawa nach Usseke in Ugogo, 1886 gegen die Sangu und 1887 gegen die Wassagara. Damit dehnte er seine Herrschaft fast bis zur deutschen Militärstation Kilosa aus. Es folgte 1888 ein weiterer, langwieriger Krieg gegen die Sangu und ein Beutezug gegen die Wakonde.
1890 entsandte Mkwawa erstmals Unterhändler mit Geschenken zur neu erbauten deutschen Militärstation in Mpapua sowie zum deutschen Hauptquartier nach Bagamayo an der Küste. Die Gespräche verliefen aber ergebnislos. Vor allem zahlreiche Überfälle der Hehe auf Handelskarawanen, die zwischen dem Tanganjikasee und Küste verkehrten und zu dieser Zeit die Haupteinnahmequelle der Kolonialwirtschaft bildeten, waren für die Deutschen nicht hinnehmbar.
Im Juli 1891 entschloss sich der deutsche Militärbeauftragte Emil von Zelewski, mit einem Bataillon der Schutztruppe von 320 Askaris, Offizieren und Trägern zu einer Kampagne, zu deren Zielen, wie er in einem Brief an Reichskanzler von Caprivi vom 8. Juni 1891 schrieb, auch (aber nicht ausschließlich) der "Angriff auf die Wagogo und Wahehe" gehörte.
Am 17. August wurden die deutschen Truppen bei Lugalo aus einem Hinterhalt von einer 3000 Mann starken Wahehe-Armee unter der Führung von Mkwawa angegriffen. Die mit Speeren und nur wenigen Gewehren ausgerüsteten Wahehe-Krieger überwältigten das Schutztruppenbataillon und töteten von Zelewski.
Nach dieser Niederlage verbot Gouverneur Julius von Soden weitere Militäraktionen gegen die Hehe.
1892–93 unternahm Mkwawa weiter Raubzüge nach Mdaburu und Loato, außerdem am 6. Oktober 1892 einen Angriff auf die deutsche Militärstation Kilosa. In Kilosa gelang Mkwawas Truppen ein weiterer eindrucksvoller Sieg, bei dem ein Kontingent von 35 Askari und 2 deutschen Offizieren vollkommen aufgerieben wurde. In der Folge wurde zahlreiche deutsch-freundliche Dörfer im Mukondoa-Tal und die hauptsächlich von Arabern, Sagara und Gogo bewohnte Stadt Kondoa geplündert und zerstört. Kurze Zeit später gelang den Deutschen im Dezember 1892 ein erster Sieg bei Munisagara, nachdem die Hehe abermals mehrere Dörfer überfallen und geplündert hatten.
Am 28. Oktober 1894 griffen deutsche Truppen unter dem neuen Befehlshaber Oberst Freiherr Friedrich von Schele Mkwawas Festung in Kalenga in der Nähe der Stadt Iringa an. Obwohl es gelang, die Festung zu übernehmen, konnte Mkwawa mit der Hauptmacht seiner Streitkräfte entkommen. Bei Mage versuchte er am 6. November 1894 einen weiteren Angriff auf die Deutschen mit gleicher Taktik wie in Lugaro. Nur durch Zufall entging Friedrich von Schele dem Schicksal Zelewskis, weil die Krieger Mkwawas den Gouverneur nicht erkannten und deshalb im Verlauf des Gefechts ihren Angriff auf andere Teile der Marschkolonne konzentrierten. Obwohl es gelang, den Angriff der Hehe zurückzuschlagen, waren die Deutschen durch Mangel an Nachschub zum Rückzug gezwungen.
Mkwawa begann in der Folge Verhandlungen und gleichzeitig einen Guerillakrieg zu führen, der ab 1896 eskalierte, nachdem Hermann von Wissmann seinen Hauptmann Tom von Prince mit dem Aufbau eines befestigten Militärpostens nahe Kalenga beauftragt hatte, was für Mkwawa unannehmbar war, weil es einer Unterwerfung gleichkam. Nach zehn Tagen ergebnisloser Verhandlungen griff Tom von Prince mit seinen Truppen am 31. August 1896 das Lager Mkwawas an, um ihn "wegen Mordes" zu verhaften. Mkwawa konnte jedoch entkommen und sich verstecken. In den folgenden Wochen meldete Tom von Prince eine Serie "einseitiger Zusammenstöße", bei denen etwa 500 Krieger der Hehe getötet wurden. 50 weitere Krieger, 600 Frauen und zahlreiche Kinder wurden von den Deutschen gefangen genommen, sowie 8000 Rinder erbeutet. Im weiteren Verlauf der Kämpfe verfolgte Tom von Prince eine Strategie, die darauf abzielte, Mkwawa und seine Anhänger auszuhungern ("das Land des Mkwawa aufzufressen"). Unterstützt wurde die deutsche Seite dabei von den Völkern der Bena, Sangu, Wakinga und anderen, die vorher Mkwawa tributpflichtig waren.
Im Oktober 1896 verbündet sich Mkwawas Bruder Mpangile mit den Deutschen und wird daraufhin neue "Sultan" der Hehe. Im November des gleichen Jahres schätzt von Prince, dass 90 % der Krieger Mkwawas sich bereits ergeben hätten. Fortgesetzte Angriffe ließen ihn allerdings vermuten, dass Mpangile mit Mkwawa kooperiert. Mpangile wurde deshalb angeklagt und hingerichtet. Mkwawa, der noch immer über etwa 800 Krieger verfügte, kämpfte weiter im Untergrund und entkam immer wieder den deutschen Besatzern.
Gouverneur Eduard von Liebert beschloss daraufhin, die Truppen in Uhehe deutlich aufzustocken. Er entsendete 2000 Askari, die von "Hilfsvölkern" (hauptsächlich Bena und Sangu) und Trägern unterstützt wurden. Diese Truppen brannten in den "Rebellengebieten" Uhehes systematisch Dörfer nieder, vernichteten die Vorräte, stahlen das Vieh und nahmen mehr als 500 Frauen und Kinder gefangen. Ab Ende 1897/Anfang 1898 stellten dann Hehe-Krieger, die von lokalen, den Deutschen ergebenen Häuptlingen rekrutiert wurden, das Gros der Hilfstruppen in diesem Vernichtungsfeldzug.
Mkwawa kämpfte weiter, bis er sich am 19. Juli 1898, im Gefecht verwundet und eingeschlossen, selbst tötete oder von einem seiner letzten Krieger töten ließ, um seinen Verfolgern nicht in die Hände zu fallen. Der Feldwebel und spätere Landtagsabgeordnete der Bayerischen Volkspartei, Johann Merkl, der Mkwawa verfolgt hatte, schnitt der Leiche den Kopf ab, kassierte die auf ihn ausgesetzte Prämie und errichtete sich eine Farm in der Nähe des Kilimandscharo. Der Schädel wurde vermutlich durch Johann Merkl oder Leutnant Tom von Prince nach Deutschland gebracht, was folgende Darstellung aus dem Jahr 1920 nahelegt:

„Quawa war ein großer Häuptling des eingebornen Stammes der Wahehe im Innern der ehemals deutschen Kolonie in Ostafrika. Der äußerst kriegerische Stammesfürst machte bald nach der Besitzergreifung der Kolonie den Deutschen große Schwierigkeiten, die sich von Jahr zu Jahr steigerten, bis es zum offenen Kampfe kam, als Quawa die Zelewskische Expedition im Innern des Landes mit seinen schwarzen Kriegern überfiel und sie zum größten Teil vernichtete. Da es außerordentlich schwierig war, in dem weiten, unwegsamen Lande seiner habhaft zu werden, so wurde ein Preis von 6000 Rupien auf seinen Kopf gesetzt und eine Strafexpedition unter dem Hauptmann v. Prince gegen ihn ausgesandt. Quawa sah sich schließlich von allen Seiten umzingelt, wollte sich aber unter keiner Bedingung seinen Todfeinden ergeben und erschoß sich daher. Um sich den ausgesetzten Preis zu verdienen, trennte der deutsche Feldwebel Merkl nachts den Kopf des Wahehe-Häuptlings vom Rumpfe und brachte ihn zu einem der festen Plätze des Landes, nach Iringa. Es wurde nun einwandfrei festgestellt, daß dieser Kopf wirklich das Haupt Quawas war, und er wurde von Prince sorgfältig in einem Gefäß, das mit Alkohol gefüllt war, aufbewahrt.“

Aufgrund seiner militärischen Erfolge erhielt Mkwawa den Beinamen „Schwarzer Napoleon“.
Die deutsche Kolonialmacht vermied es, einen neuen „Sultan“ der Hehe ausrufen zu lassen. Erst die britische Kolonialverwaltung setzte nach Ende des Ersten Weltkriegs Mkwawas Sohn Adam Sapi Mkwawa als neues Oberhaupt der Hehe ein.

## Gegenstand des Versailler Vertrages

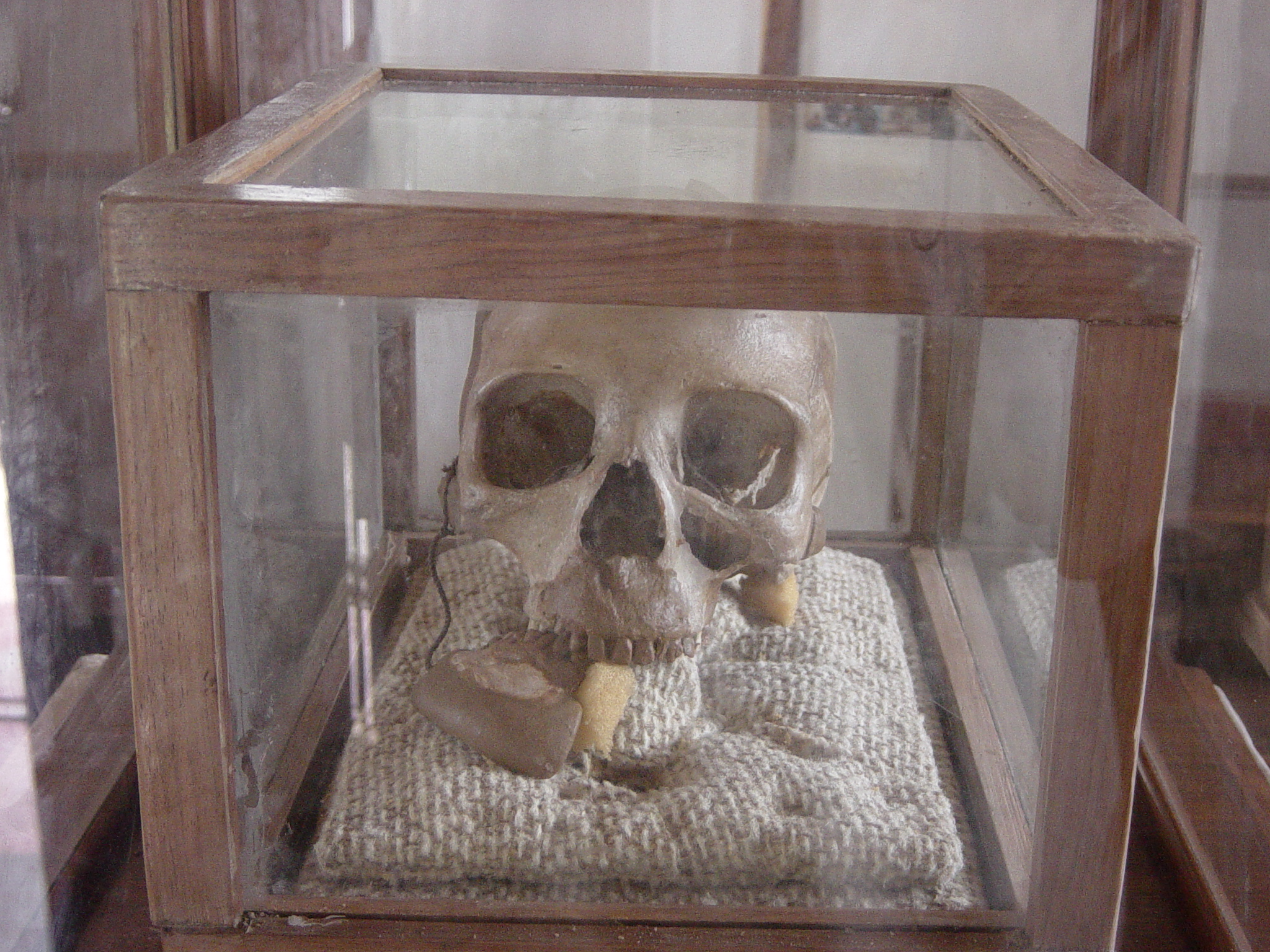
Totenschädel des Chief Mkwawa

Im Jahre 1919 wurde durch den Artikel 246 des Vertrags von Versailles beschlossen, den Schädel an England auszuliefern.

„Binnen der gleichen Frist ist der Schädel des Sultans Makaua, der aus dem deutschen Schutzgebiet Ostafrika entfernt und nach Deutschland gebracht worden ist, von Deutschland der Regierung Seiner Britischen Majestät zu übergeben.“

Als das Auswärtige Amt im Jahre 1921 „eine genaue Darstellung alles dessen gab, was bisher zur Erfüllung des Versailler Vertrages geschehen ist“, gehörte der „Schädel des Sultans Mkwawa“ zu den bis dahin nicht erfüllten Reparationsverpflichtungen. Als Erklärung hieß es, er sei „in Deutschland nicht aufzufinden“.
Als am 7. Dezember die Angelegenheit im Unterhaus zur Sprache kam, musste Außenminister Arthur Henderson im Hinblick auf die vertragliche Bestimmung, den Schädel innerhalb von sechs Monaten zu übergeben, einräumen, dass „die deutsche Regierung trotz der Vorstellungen, die seitens Englands bei zwei Gelegenheiten erhoben wurden, diese Bestimmung bisher nicht ausgeführt hat“. Deutschland behauptete damals nach wie vor, nicht im Besitz des Schädels zu sein.
Im Sommer 1933 gab es Presseberichte, wonach das britische Außenministerium ein Paket aus Deutschland mit drei Schädeln erhalten habe. Da sich nicht entscheiden ließ, welcher davon der des Chief Mkwawa war, sandte man alle drei zurück und verlangte erneut die Auslieferung des echten Schädels. Der jedoch „blieb verschollen. Und es ist mehr als fraglich, ob er je gefunden wird.“
Kurz darauf führte ein Leserbrief an den East African Standard zu Spekulationen, die Entdeckung des Schädels könne bereits zwölf Jahre zuvor „erfolgt, aber bisher geheimgehalten worden“ sein. Zugleich wurde ein möglicher Fund des Skeletts von Chief Mkwawa publik:

„Malcolm Roß, ein Land- und Häusermakler in Tanga, berichtet jetzt, daß er schon im Jahre 1921 in seiner Eigenschaft als Sachwalter ehemaligen Feindgutes in der Wohnung eines Bezirksbeamten des Bukoba, worin sich früher die Geschäftsräume der Firma Bahr & Co. befanden, eine Kiste entdeckte, in der wieder in einer zweiten Kiste ein Skelett eingepackt war. Er könne zwar nicht ganz bestimmt sagen, ob dies das Skelett Mkwawas war, aber auffallend wäre die sorgfältige Art der Verpackung gewesen.“

Die Rückgabe erfolgte erst am 9. Juli 1954; vorausgegangen war die mehrfache Intervention des damaligen britischen Gouverneurs in Tanganjika, Sir Edward Twining. Heute wird der von Twining aus dem Bremer Übersee-Museum mitgenommene Schädel als echter Mkwawa-Schädel im Mkwawa Memorial Museum in Kalenga präsentiert.

## Film
Der Zahn des Häuptlings – Versöhnungsreise nach Tansania, ARD, 2015

## Anmerkung
1. ↑  Einige Quellen geben als Todesdatum den 19. Juni 1898 an: www.mkwawa.com (Memento vom 5. Januar 2009 im Internet Archive), www.kilimanjaroworld.com (Memento vom 28. Dezember 2008 im Internet Archive)
 andere den 19. Juli: www.savageandsoldier.com, www.mkwawa.com (Memento vom 19. November 2008 im Internet Archive)

Im Bericht des Feldwebels Merkl, der mit einigen Soldaten die Leichname Mkwawas und dessen letzten Begleiters fand, wird der 19. Juli als Todesdatum angegeben.

| Personendaten    | Personendaten                     |
| ---------------- | --------------------------------- |
| NAME             | Chief Mkwawa                      |
| ALTERNATIVNAMEN  | Mkwavinyika Munyigumba Mwamuyinga |
| KURZBESCHREIBUNG | afrikanischer Stammeshäuptling    |
| GEBURTSDATUM     | 1855                              |
| GEBURTSORT       | Luhota                            |
| STERBEDATUM      | 19. Juli 1898                     |